# Drużynowe Mistrzostwa Świata na Żużlu 1966
Drużynowe Mistrzostwa Świata na Żużlu 1966 – 7. edycja drużynowych mistrzostw świata na żużlu. Zawody finałowe odbyły się 11 września 1966 roku we Wrocławiu.
Tytułu mistrzowskiego, wywalczonego w 1965 roku w Kempten, broniła reprezentacja Polski.

## Eliminacje

### Runda kontynentalna

#### Pierwszy półfinał
- 31 lipca 1966 r. (niedziela),  Senftenberg
- Awans do finału kontynentalnego: 1 – NRD

| Miejsce | Kraje      | Suma | Zawodnicy                                                                            | Pkt.         | Pkt bieg. |
| ------- | ---------- | ---- | ------------------------------------------------------------------------------------ | ------------ | --------- |
| 1       | NRD        | 32   | Jochen Dinse Gerhard Uhlenbrock Hans-Jürgen Fritz Bruno Bulau rez. Gunther Schelenz  | 10 6 7 9 -   | b.d       |
| 2       | Węgry      | 31   | Janos Bernath Istvan Pasztor Ferenc Radácsi Barnabas Gyepes rez. Ferenc Nagyvaradi   | 5 5 10 11 ns | b.d       |
| 3       | Jugosławia | 26   | Franc Babic Milovan Stanković Valentin Medved Drago Perko brak zawodnika             | 5 12 5 4 -   | b.d       |
| 4       | Austria    | 6    | Alfred Sitzwohl Helmut Walch Günther Walla Kurt Schwingenschlögl rez. Ernst Glassner | 2 2 0 ns     | b.d       |

#### Drugi półfinał
- nieznany termin, nieznane miejsce
- Awans do finału kontynentalnego: 1 – Czechosłowacja

| Miejsce | Kraje          | Suma | Zawodnicy | Pkt. | Pkt bieg. |
| ------- | -------------- | ---- | --------- | ---- | --------- |
| 1       | Czechosłowacja | b.d  | b.d       | b.d  | b.d       |
| 2       | b.d            | b.d  | b.d       | b.d  | b.d       |
| 3       | b.d            | b.d  | b.d       | b.d  | b.d       |
| 4       | b.d            | b.d  | b.d       | b.d  | b.d       |

#### Finał
- 14 sierpnia 1966 r. (niedziela),  Ufa
- Awans do Finału Światowego: 2 – Polska i Związek Radziecki

| Miejsce | Kraje             | Suma | Zawodnicy                                                                                | Pkt.        | Pkt bieg. |
| ------- | ----------------- | ---- | ---------------------------------------------------------------------------------------- | ----------- | --------- |
| 1       | Polska            | 38   | Marian Rose Antoni Woryna Paweł Waloszek Andrzej Wyglenda brak zawodnika                 | 12 10 9 7 - | b.d       |
| 2       | Związek Radziecki | 31   | Boris Samorodow Farit Szajnurow Wiktor Trofimow Gennadij Kurylenko rez. Władimir Sokołow | 11 8 2 2    | b.d       |
| 3       | Czechosłowacja    | 25   | Antonín Kasper Pavel Mareš Antonín Šváb Luboš Tomíček rez. František Ledecký             | 8 7 6 3 1   | b.d       |
| 4       | NRD               | 1    | Bruno Bülau Jochen Dinse Hans-Jürgen Fritz Günther Schelenz Gerhard Uhlenbrock           | 1 0 0       | b.d       |

### Runda skandynawska
- 14 maja 1966 r. (piątek),  Odense
- Awans do Finału Światowego: 1 – Szwecja

| Miejsce | Kraje   | Suma | Zawodnicy | Pkt. | Pkt bieg. |
| ------- | ------- | ---- | --------- | ---- | --------- |
| 1       | Szwecja | b.d  | b.d       | b.d  | b.d       |
| 2       | b.d     | b.d  | b.d       | b.d  | b.d       |
| 3       | b.d     | b.d  | b.d       | b.d  | b.d       |
| 4       | b.d     | b.d  | b.d       | b.d  | b.d       |

### Runda brytyjska
Wielka Brytania automatycznie w finale.

## Finał Światowy
- 11 września 1966 r. (niedziela),  Wrocław

| Miejsce | Kraje             | Suma | Zawodnicy                                                                                           | Pkt.       | Pkt bieg.                                       |
| ------- | ----------------- | ---- | --------------------------------------------------------------------------------------------------- | ---------- | ----------------------------------------------- |
| 1       | Polska            | 41   | (9) Andrzej Pogorzelski (10) Andrzej Wyglenda (11) Antoni Woryna (12) Marian Rose rez. Edmund Migoś | 8 11 0     | (3,3,2,-) (3,2,3,3) (2,3,3,3) (d)               |
| 2       | Związek Radziecki | 25   | (1) Wiktor Trofimow (2) Igor Plechanow (3) Boris Samorodow (4) Farit Szajnurow rez. Jurij Czekranow | 6 6 9 4 ns | (2,2,1,1) (2,1,2,1) (1,3,2,3) (2,1,0,1) -       |
| 3       | Szwecja           | 22   | (13) Björn Knutsson (14) Ove Fundin (15) Göte Nordin (16) Leif Enecrona rez. Leif Larsson           | 11 2 3 4 2 | (3,3,3,2) (d,-,d,2) (1,1,1,-) (1,2,1,-) (0,0,2) |
| 4       | Wielka Brytania   | 8    | (5) Barry Briggs (6) Terry Betts (7) Nigel Boocock (8) Ivan Mauger rez. Colin Pratt                 | 1 0 4 3 0  | (1,0,0,0) (0,0,0,-) (0,1,1,2) (0,0,2,1) (0)     |

## Tabela końcowa
| Miejsce | Kraj              |
| 1       | Polska            |
| 2       | Związek Radziecki |
| 3       | Szwecja           |
| 4       | Wielka Brytania   |
| ...     |                   |